# Cabestana africana
Cabestana africana is een slakkensoort uit de familie van de Cymatiidae. De wetenschappelijke naam van de soort is voor het eerst geldig gepubliceerd in 1855 door A. Adams.